# N290 (België)
De N290 is een gewestweg in België tussen Anderlecht (N282) en Merchtem (N211). De weg heeft een lengte van ongeveer 18 kilometer.
De weg bestaat tussen de N219 in Anderlecht en de R0 bij Jette uit 2x2 rijstroken. Op de overige delen van de weg, bestaat de weg uit twee rijstroken voor beide rijrichtingen samen.